# Leonardo Bonucci
Leonardo Bonucci (* 1. Mai 1987 in Viterbo) ist ein ehemaliger italienischer Fußballspieler und heutiger -trainer. Seit 2025 ist er als Co-Trainer von Gennaro Gattuso bei der Italienischen Fußballnationalmannschaft aktiv.
Den Großteil seiner Karriere spielte er bei Juventus Turin, wo er zahlreiche nationale Titel gewann. 2021 wurde Bonucci mit Italien Europameister.

## Spielerkarriere

### Verein
Leonardo Bonucci wechselte 2005 in die Jugend von Inter Mailand. Im Jahr 2005 wurde er in den Profikader der Mailänder aufgenommen und debütierte am 14. Mai 2006 in der Partie gegen Cagliari Calcio in der Serie A. Nachdem er bei Inter in den folgenden zwei Jahren in der Profimannschaft nicht zum Einsatz gekommen war, verliehen ihn die Verantwortlichen des Vereins zum Serie-B-Verein FBC Treviso. In Treviso konnte er sich als Stammspieler etablieren und erhielt viele Einsätze. Am 2. Februar 2009 wurde er an die AC Pisa weiterverliehen. Bis zum Saisonende 2008/09 bestritt er 18 Ligaspiele für Pisa, konnte den Abstieg der Mannschaft jedoch nicht verhindern.
Anfang Juli 2009 wechselte Bonucci als Teil des Transfers von Thiago Motta, der zu den Mailändern wechselte, zum CFC Genua. Kurz darauf gab AS Bari den Kauf der Hälfte von Bonuccis Transferrechten und zugleich die Verpflichtung des Abwehrspielers bekannt. In Bari etablierte er sich unter Trainer Gian Piero Ventura sogleich als Stammspieler und absolvierte alle 38 Serie-A-Partien der Saison 2009/10. Die Apulier erreichten mit Bonucci 50 Punkte und damit mehr Zähler, als jemals zuvor in der Serie-A-Geschichte des Vereins, und schlossen die Spielzeit als Tabellen-Zehnter ab.
Im Juni 2010 wurde das Teilhabegeschäft für acht Millionen Euro zu Gunsten von Bari aufgelöst, und der italienische Rekordmeister Juventus Turin verpflichtete den Abwehrspieler für 15,5 Millionen Euro Ablöse. Bonucci unterzeichnete bei den Turinern einen Fünfjahresvertrag.
Zur Saison 2017/18 wurde Bonucci für rund 42 Millionen Euro vom Ligakonkurrenten AC Mailand verpflichtet. Mitte Juli 2017 unterschrieb er einen Vertrag bis 2022. Bereits zur nächsten Saison kehrte Bonucci zu Juventus Turin zurück. Der Transfer war Teil eines Tauschgeschäftes mit Mattia Caldara, bei dem beide Ablösesummen auf jeweils 35 Millionen Euro festgelegt wurden. Bonucci unterschrieb einen Vertrag mit einer Laufzeit bis zum 30. Juni 2023, der im November 2019 vorzeitig bis 2024 verlängert wurde.
Zur Saison 2023/24 wurde Bonucci von Trainer Massimiliano Allegri aussortiert und durfte nicht mehr mit der ersten Mannschaft trainieren. Der Verteidiger schloss sich daraufhin Anfang September 2023 auf seiner ersten Auslandsstation dem Bundesligisten und Champions-League-Teilnehmer 1. FC Union Berlin an. Dort kam er bis zur Winterpause jedoch nur zu 7 Liga- und 3 Champions-League-Einsätzen. Die Unioner gerieten in den Abstiegskampf und schieden in der Champions League sieglos als Letzter aus.
Im Januar 2024 verließ Bonucci den Verein wieder und wechselte zum türkischen Erstligisten Fenerbahçe Istanbul, bei dem er einen Vertrag bis zum Saisonende unterschrieb. In Istanbul wurde er mit seinem Team im engen Meisterschaftsrennen zur Süper-Lig-Saison 2023/24 hinter Erzrivale Galatasaray Istanbul Vizemeister. Am Saisonende beendete Bonucci seine aktive Karriere.

### Nationalmannschaft
Leonardo Bonucci debütierte am 3. März 2010 beim 0:0-Unentschieden gegen Kamerun unter Marcello Lippi für die italienische Nationalmannschaft. Sein zweites Länderspiel absolvierte er drei Monate später im Freundschaftsspiel gegen Mexiko. Bei der 1:2-Niederlage gelang ihm sein erster Treffer für die Squadra Azzurra.
Leonardo Bonucci war Teil der italienischen Auswahl bei der Fußball-Weltmeisterschaft 2010 in Südafrika, kam beim Turnier aber nicht zum Einsatz und schied mit den Azzurri in der Vorrunde als Gruppenletzter aus. Bei der EM 2012 war Bonucci unter Cesare Prandelli Stammspieler und stand auch bei der 0:4-Finalniederlage gegen Spanien von Beginn an auf dem Platz.
Bei der Fußball-Europameisterschaft 2016 in Frankreich wurde er als Stammspieler in das italienische Aufgebot aufgenommen. Nur er und Andrea Barzagli wurden in allen fünf Partien im Turnier eingesetzt. Er spielte alle Partien über die volle Spielzeit. In der Auftaktpartie gegen Belgien gab er die Vorlage zur 1:0-Führung. Im Viertelfinale gegen Deutschland verwandelte er in der regulären Spielzeit einen Handelfmeter und schaffte damit den 1:1-Ausgleich, im abschließenden Elfmeterschießen vergab er jedoch. Am Ende verlor das Team 5:6 nach Elfmetern und schied aus.
Bei der siegreichen Europameisterschaft 2021 stand er im italienischen Kader und kam in allen Spielen zum Einsatz. Im Finale gegen England erzielte er den 1:1-Ausgleich (67. Minute) und verwandelte im Elfmeterschießen (Endstand: 3:2 i. E.). Damit wurde er zum ältesten Torschützen in einem Finale einer Europameisterschaft. Anschließend wurde der Innenverteidiger in das Team des Turniers gewählt. Nach dem Rücktritt von Giorgio Chiellini im Sommer 2022 übernahm Bonucci das Kapitänsamt von seinem langjährigen Weggefährten.
Sein letztes Länderspiel absolvierte Bonucci im Juni 2023 beim Final Four der Nations League 2022/23 gegen Spanien. Unter dem neuen Trainer Luciano Spalletti kam Bonucci bis zu seinem Karriereende im Juni 2024 nicht mehr zum Zuge.

## Trainerkarriere
Im Oktober 2024 gab der italienische Verband bekannt, dass Bonucci mit sofortiger Wirkung Co-Trainer der U-20-Nationalmannschaft an der Seite von Bernardo Corradi wird.
Mit Berufung von Gennaro Gattuso zum neuen Cheftrainer der Italienischen Fußballnationalmannschaft im Juni 2025 wurde Bonucci Co-Trainer der Squadra Azzurra.

## Titel
Nationalmannschaft
- Europameister: 2021

Vereine

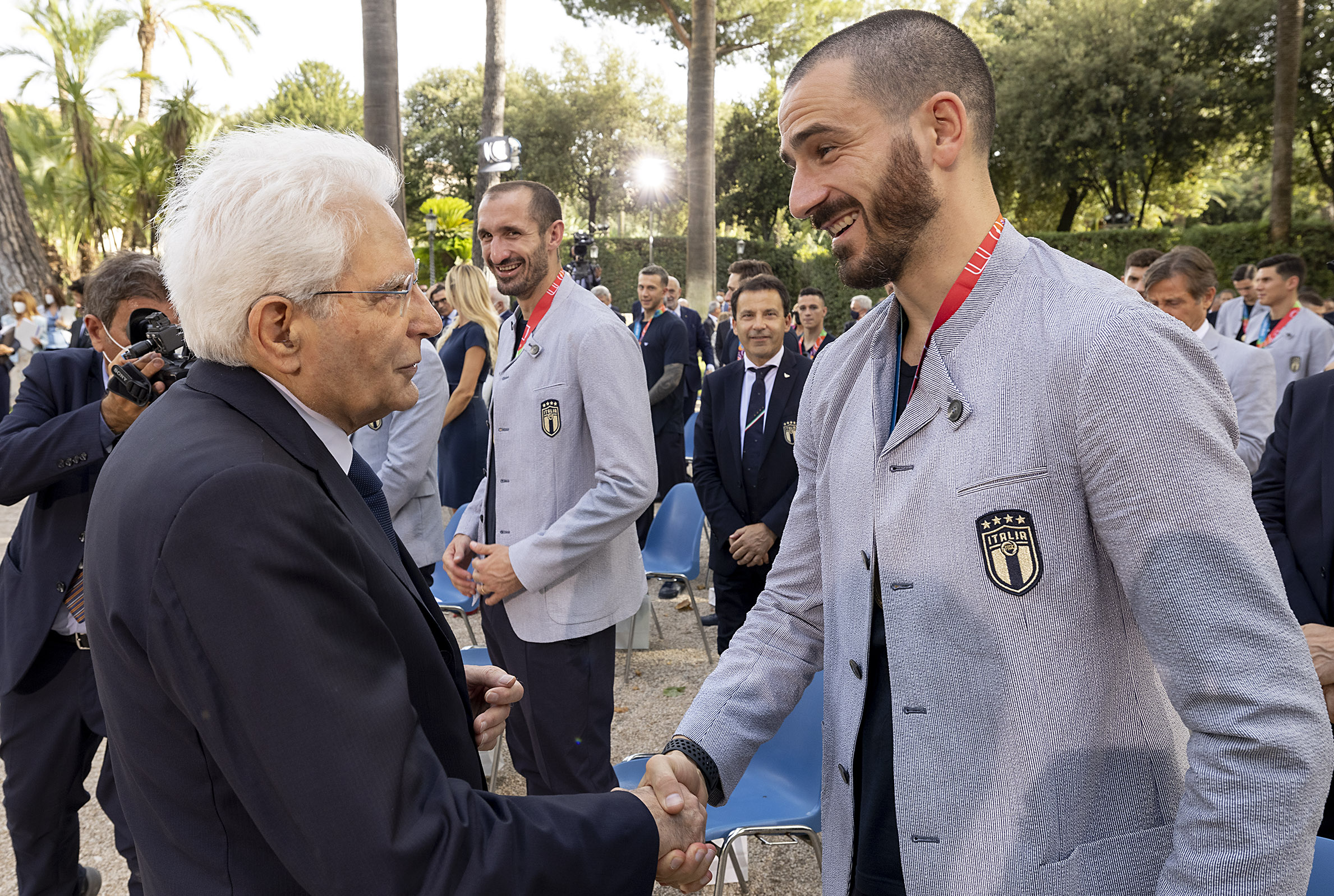
Italiens Präsident Sergio Mattarella gratuliert Bonucci zum EM-Titel (2021)

- Italienischer Meister (9): 2006 (Inter Mailand), 2012, 2013, 2014, 2015, 2016, 2017, 2019, 2020 (alle Juventus Turin)
- Italienischer Pokalsieger (4): 2015, 2016, 2017, 2021 (alle Juventus Turin)
- Italienischer Supercupsieger (5): 2012, 2013, 2015, 2018, 2020 (alle Juventus Turin)

Individuelle Ehrungen
- Player of the Match im Spiel Italien – Spanien bei der Europameisterschaft 2016
- UEFA Team of the Year: 2016
- Italiens Fußballer des Jahres: 2016
- FIFA FIFPro World XI: 2017, 2021
- Team des Jahres der Serie A: 2015, 2016, 2017, 2020
- Wahl in das Team des Turniers der Europameisterschaft 2021
- Nominierung für den Ballon d’Or: 2017 (21. Platz), 2021 (14.)
- Verdienstorden der Italienischen Republik (Ritter) – für den Gewinn der Europameisterschaft 2021[19]

## Sonstiges
Am 18. Oktober 2012 wurde Bonucci von einem Räuber vor einem Autohaus in Turin aufgelauert. Dieser bedrohte ihn mit einer Schusswaffe und verlangte die Uhr des Nationalspielers. Daraufhin schlug Bonucci den maskierten Mann mit einem Faustschlag nieder und dieser flüchtete. Nachdem sich Bonuccis Frau mit dem Sohn im Auto eingesperrt hatte, nahm er die Verfolgung des Mannes und eines Komplizen auf, obwohl der Haupttäter ihn zu erschießen drohte. Letztlich entkamen die beiden flüchtenden Männer auf einem Motorroller und Bonucci erstattete Anzeige.
Im April 2019 wurde Bonuccis Mitspieler Moise Kean bei einem Auswärtsspiel gegen Cagliari Calcio mehrfach rassistisch beleidigt. Bonucci löste im Nachhinein Kontroversen aus, als er erklärte, Kean trage selbst eine 50-prozentige Mitschuld an den Beleidigungen. Später widerrief er seine Aussage und stellte sich bedingungslos gegen Rassismus.